# Liste der Monuments historiques in Sommepy-Tahure
Die Liste der Monuments historiques in Sommepy-Tahure führt die Monuments historiques in der französischen Gemeinde Sommepy-Tahure auf.

## Liste der Immobilien
| Bezeichnung                | Beschreibung              | Standort                 | Kennzeichnung | Schutzstatus | Datum | Bild           |
| -------------------------- | ------------------------- | ------------------------ | ------------- | ------------ | ----- | -------------- |
| Calvaire du Bois de Vignon | Monumentalkreuz; zerstört | östlich des Ortes (Lage) | PA00078860    | Classé       | 1922  |                |
| Kirche St-Martin           | ab dem 15. Jahrhundert    | Rue Foch (Lage)          | PA00078861    | Classé       | 1862  | weitere Bilder |